# Brasiliosoma tibiale
Brasiliosoma tibiale är en skalbaggsart som först beskrevs av Stefan von Breuning 1948.  Brasiliosoma tibiale ingår i släktet Brasiliosoma och familjen långhorningar. Inga underarter finns listade.